# 琴盖尔希毛
琴盖尔希毛，是匈牙利索博尔奇-索特马尔-贝拉格州所辖的一个村。总面积23.80平方公里，总人口669，人口密度28.1人/平方公里（2011年1月1日）。